# ایگناتس مشه‌لس
ایگناتس مُشه‌لِس (چکی: Ignaz Moscheles؛ ‏ آلمانی: Ignaz Moscheles؛ ‏ تلفظ آلمانی: [ˈig.nats ˈmɔ. ʃɛ.lɛs]؛ ۲۳ مه ۱۷۹۴ – ۱۰ مارس ۱۸۷۰) نوازنده پیانو و آهنگساز اهل بوهم بود.
او از دوستان و استادان فلیکس مندلسون بود و بعدها جایگزین وی در ریاست «دانشگاه هنر و تئاتر لایپزیگ» شد.